# Microleptes orientalis
Microleptes orientalis är en stekelart som beskrevs av Humala 2003. Microleptes orientalis ingår i släktet Microleptes och familjen brokparasitsteklar. Inga underarter finns listade i Catalogue of Life.